# Rama (Éthiopie)
Pour les articles homonymes, voir Rama.
Rama (également appelée Mai Lala ou Lala) est une ville du nord de l'Éthiopie, située dans la Mehakelegnaw Zone du Tigré. Elle se situe aux coordonnées 14° 25′ N, 38° 47′ E et à 1 385 mètres d'altitude. C'est le centre administratif du woreda Mereb Lehe.